# Don Howe
Donald 'Don' Howe (ur. 12 października 1935, zm. 23 grudnia 2015) – angielski piłkarz i trener. Występował na pozycji obrońcy.